# أفنيون
أفِنيُون أو أفينيون أو أبنيون (بالفرنسية: Avignon) (بالقسطانية: Avinhon) هي بلدية في إقليم فوكلوز في جنوب شرق فرنسا. تشتهر المدينة بقصر البابوات حيث عاش العديد من البابوات والبابوات المزيفين منذ أوائل القرن الرابع عشر إلى بدايات القرن الخامس عشر.

## التاريخ

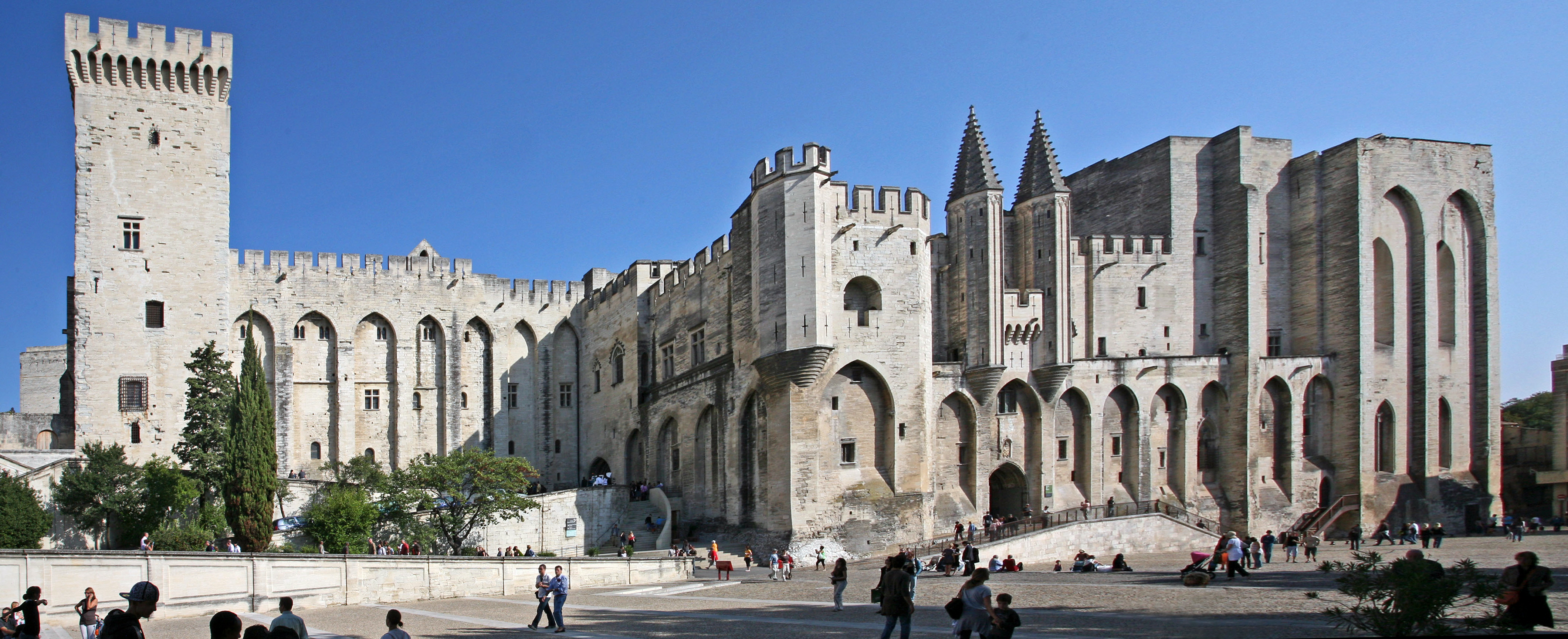
قصر البابوات في أفينيون. يعود تاريخه إلى القرن الرابع عشر

عمرت أفنيون منذ العصر الحجري الحديث.

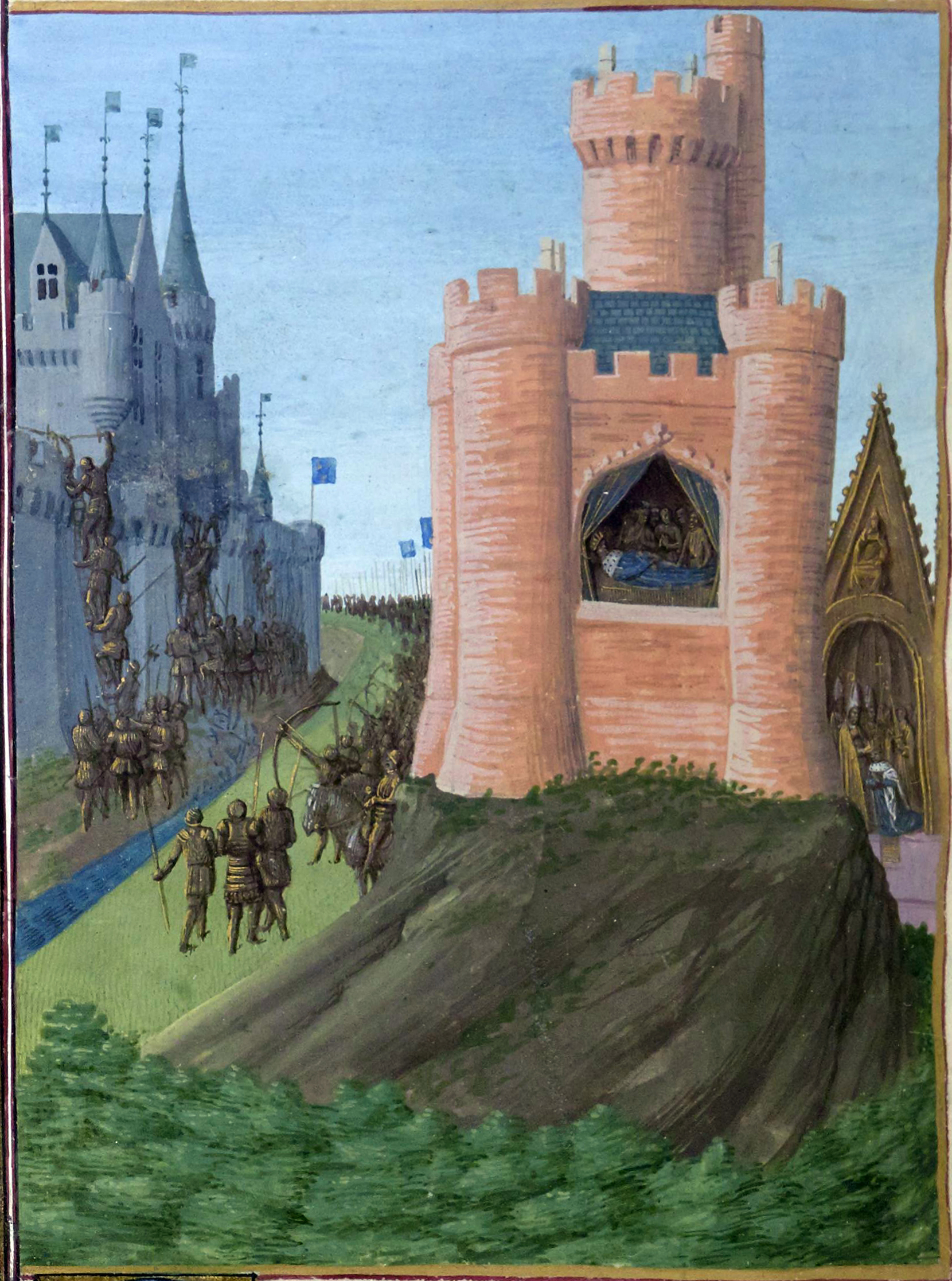
حصار أفينيون في عام 1226 (يسارا) وموت لويس الثامن الأسد وتتويج لويس التاسع (يمينا).

## الجغرافيا
تقع أفنيون في يسار نهر الرون.

### الأحياء
تنقسم المدينة إداريًا إلى تسعة أحياء:
- الحي المركزي
- الحي الشمالي
- الحي الغربي
- الحي الشرقي
- حي مونفاڤيه
- حي بارتولس-پيو
- سان شامون
- حي شمال روكاد
- حي جنوب روكاد

## النقل

### الطرق
قريبة من طريقين سيارين هما الطريق السيار A7 والطريق السيار A9.

## معرض صور

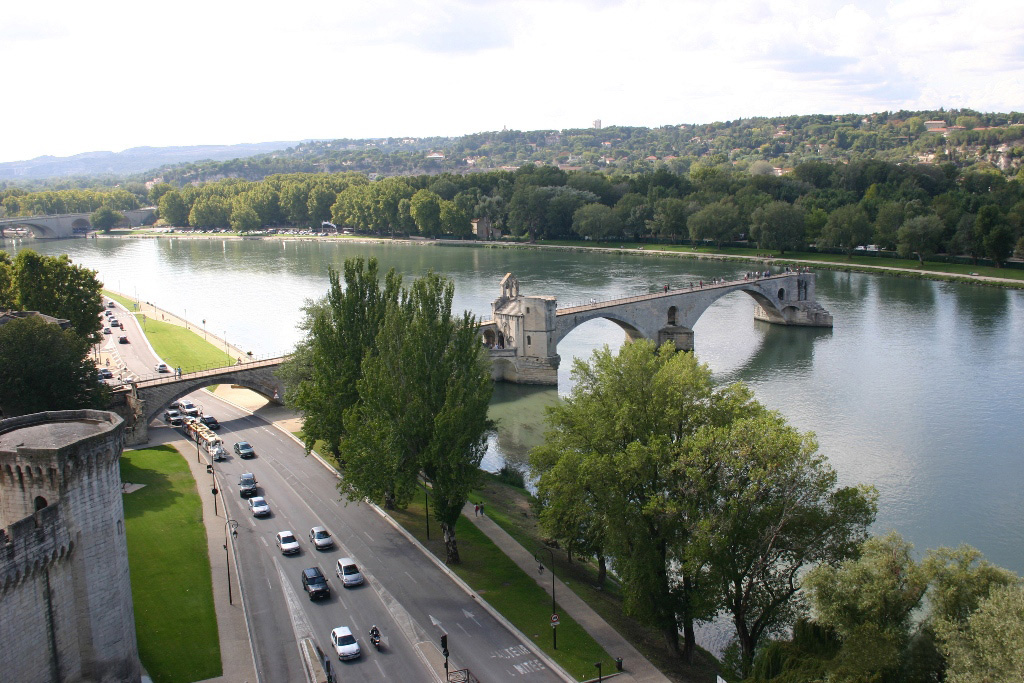
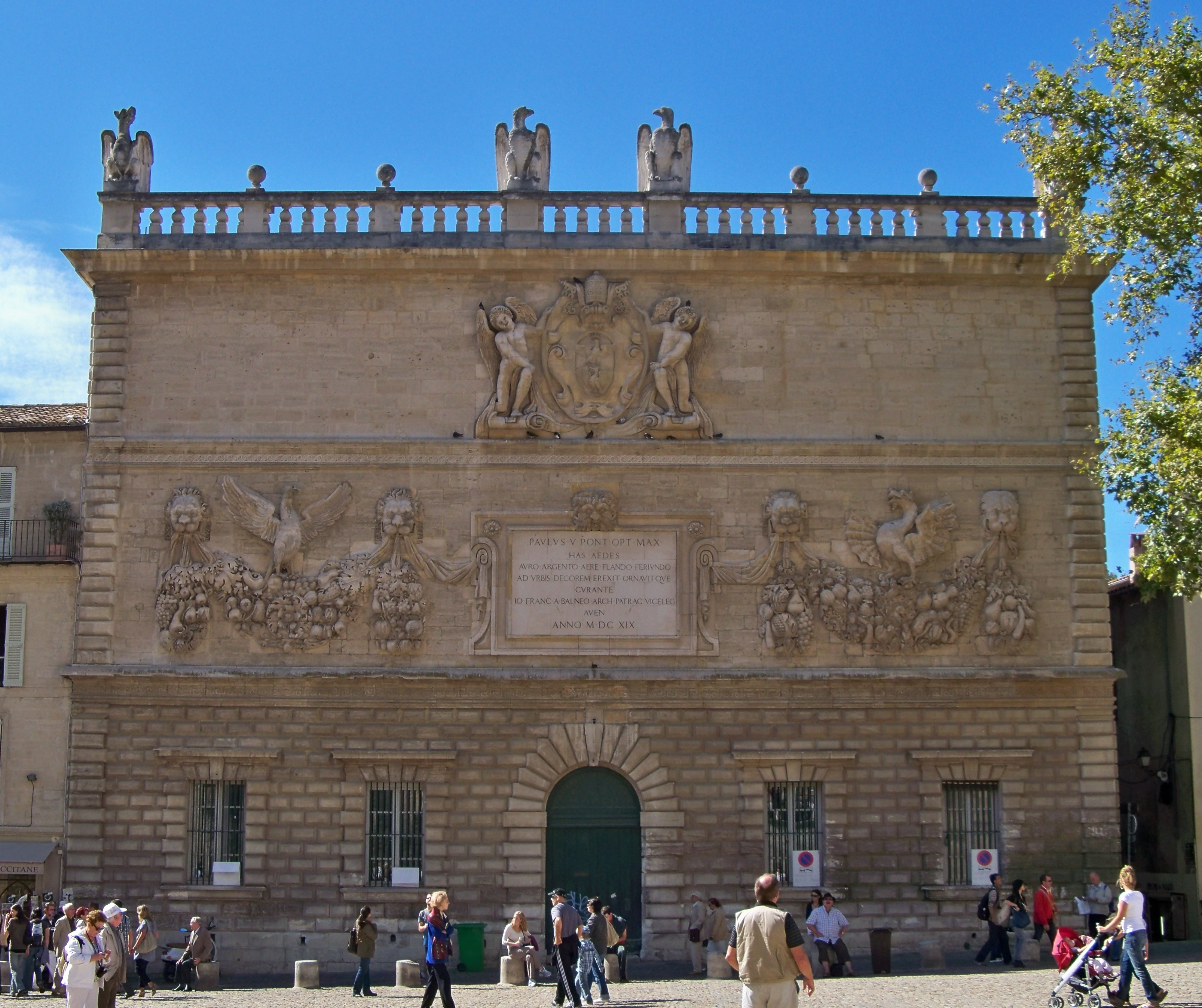
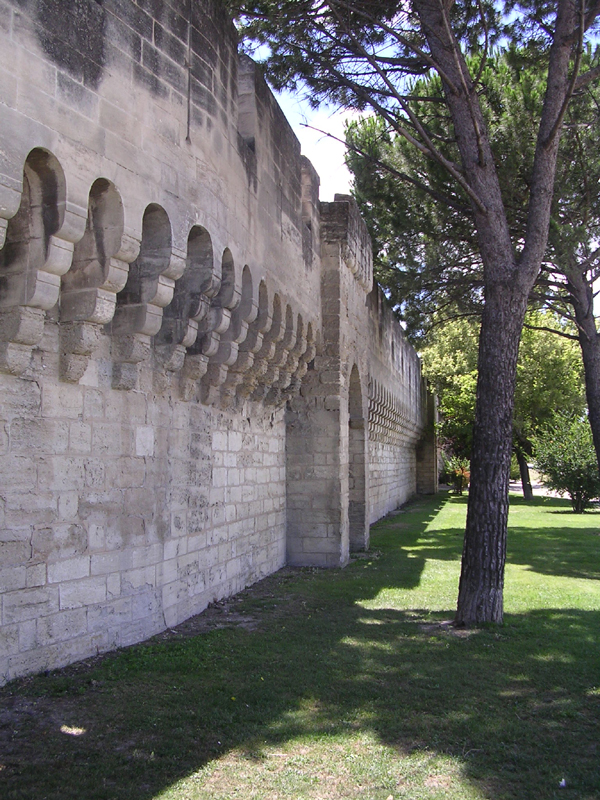
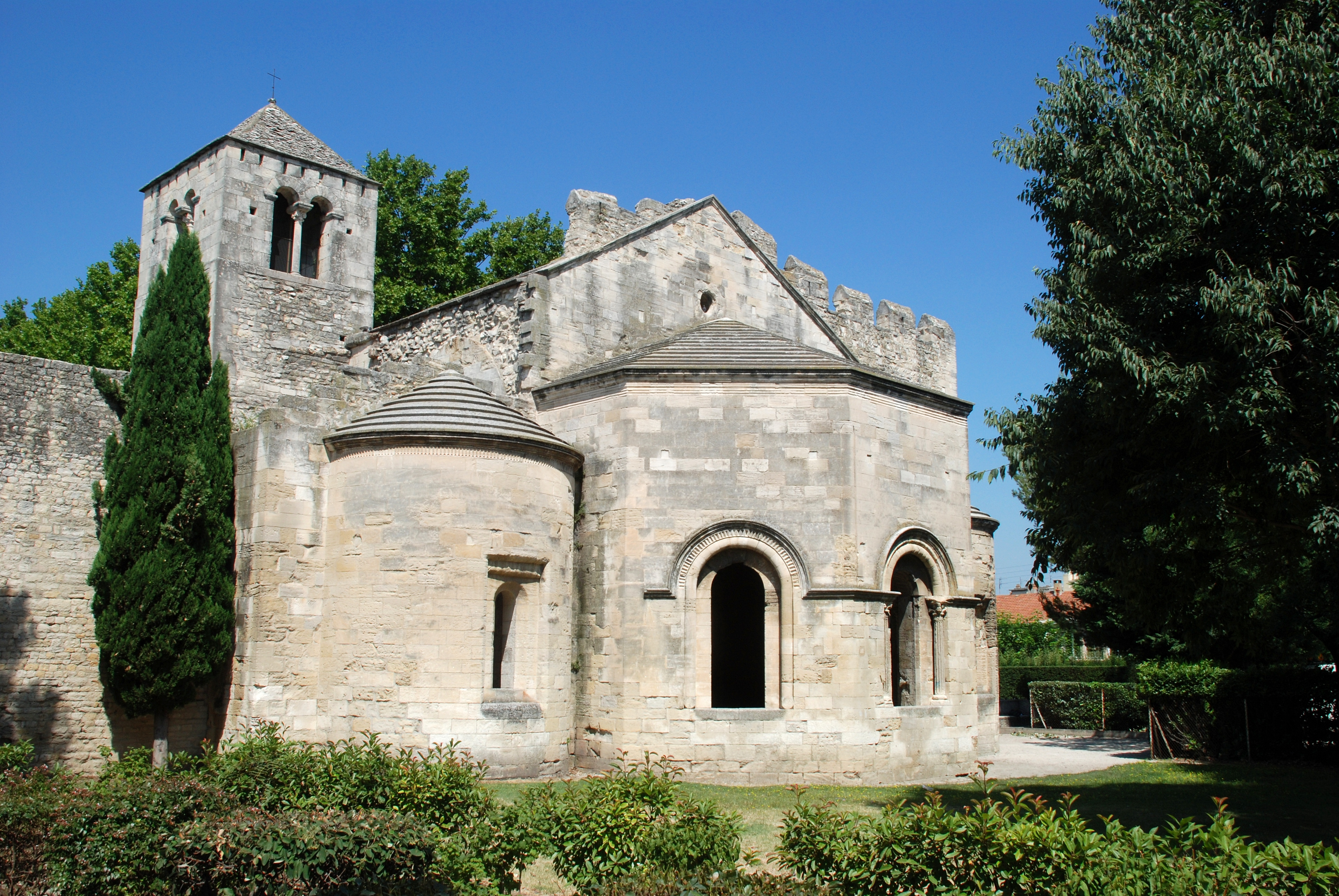

## توأمة
لأفنيون اتفاقيات توأمة مع كل من:
- سيينا (1981 - )[17]
- فتسلار (1960 - )[17]
- مدينة ديوربيل
- طرطوشة (4 سبتمبر 1967 - )
- يوانينا (1984 - )[17]
- نيو هيفن (1993 - )[17]
- أورفييتو
- كولشيستر (1972 - )[17]
- طراغونة (2 مايو 1968 - )[17]
- كيكانو
- الكانيث
- إقليم ديوربيل
- غواناخواتو (1990 - )

## أعلام
- سيمون مارتيني
- أوليفييه مسيان
- يونس بلهندة
- سيدريك كاراسو
- إينوسنت السادس
- الآيي بطرس
- برنار كوشنار
- جون ستيوارت مل
- ميراي ماتيو
- هارييت تايلور مل